# Bellingshausnovo morje
Bellingshausnovo morje je območje ob zahodni strani Antarktičnega polotoka med 57°18'Z in 102°20'Z, zahodno od Aleksandrovega otoka, vzhodno od rta Flying Fish na Thurstonovem otoku in južno od otoka Petra I. (južni Vostokkysten). Na jugu so od zahoda proti vzhodu Eightstova obala, Bryanova obala in Englisheva obala (zahodni del) Zahodne Antarktike. Zahodno od rta Flying Fish se pridruži Amundsenovemu morju.
Bellingshausnovo morje ima površino 487.000 km²  in doseže največjo globino 45 km. Vsebuje podmorsko ravnico Bellingshausnov ravnik.
Ime je dobilo po admiralu Thaddeusu Bellingshausenu, ki je to območje raziskal leta 1821.
V poznem pliocenu pred približno 2,15 milijona let je asteroid Eltanin (s premerom približno 1–4 km) udaril na rob Bellingshausnovega morja (v južnem Tihem oceanu). To je edini znani trk v globokomorsko kotlino na svetu.

## Sklic
1. ↑  Kladnik, Drago; Perko, Drago (2013). »Slovar slovenskih eksonimov«. Termania. Geografski inštitut Antona Melika, ZRC SAZU. Pridobljeno 5. junija 2021.
2. ↑  Australian Antarctic Data Centre, Antarctic Gazetteer: Bellingshausen Sea
3. ↑  Gazetteer «About countries»: Bellingshausen (sea) Arhivirano 2011-08-23 na Wayback Machine.[mrtva povezava]
4. ↑  Gersonde, Rainer; F. T. Kyte; T. Frederichs; U. Bleil; H.-W. Schenke; G. Kuhn (2005). »The late Pliocene impact of the Eltanin asteroid into the Southern Ocean – Documentation and environmental consequences« (PDF). Geophysical Research Abstracts. 7. 1607-7962/gra/EGU05-A-02449. Arhivirano iz prvotnega spletišča (PDF) dne 2. decembra 2016. Pridobljeno 22. junija 2008.